# Kanchō
 (octobre 2019).
Si vous disposez d'ouvrages ou d'articles de référence ou si vous connaissez des sites web de qualité traitant du thème abordé ici, merci de compléter l'article en donnant les références utiles à sa vérifiabilité et en les liant à la section « Notes et références ».
Le kanchō (カンチョー) est une blague d'origine japonaise (aussi connue en Corée sous le nom de 똥침, ddong chim et à Taïwan sous le nom de 千年殺, Qiānnián shā) qui consiste à imiter la forme d'un pistolet avec ses mains (en joignant ses deux paumes tout en refermant ses doigts sauf les index) et d'essayer de l'insérer dans l'anus de la victime. C'est une blague courante parmi les écoliers japonais mais que l'on trouve également en Corée, à Taiwan et aux Philippines et au Maroc où on l'appelle "Tkhwar". C'est une blague considérée comme puérile et qui est présente dans de nombreux animes pour enfants ou adolescents, dont Naruto.
Le nom de cette farce vient du japonais 浣腸 (kanchō), qui désigne un lavement. À l'écrit on distinguera la blague de la pratique médicale par l'usage des katakana.
En France, la pratique est courante dans de nombreux collèges et écoles primaires où elle est appelée "jeu de l'olive". Malgré le nom de "jeu", il s'agit plutôt d'une forme de violence sexuelle.

## References
1. ↑  Camille Martinez, « jeu de l’olive - Définition de l’expression - Dictionnaire Orthodidacte », 25 novembre 2021 (consulté le 30 juin 2025)